# Prova masculina de Skeet als JJOO París 2024
La prova masculina de Skeet als Jocs Olímpics de París 2024 serà la 15a edició de l'esdeveniment masculí en unes Olimpíades. La prova es disputarà entre el 2 i el 3 d'agost de 2024 al Centre Nacional de Tir, a la ciutat de Chateauroux.
El tirador estatunidenc Vincent Hancock és l'actual campió de la disciplina olímpica després de guanyar la medalla d'or als Jocs Olímpics de Tòquio de 2020, per davant del danès Jesper Hansen i del kuwaitià Abdullah Al- Rashidi, qui van guanyar la medalla de plata i de bronze, respectivament.
L'equip dels Estats Units és la selecció més guardonada amb 4 medalles d'or i una medalla de bronze, en les 14 edicions que la prova de Skeet masculina ha estat present als Jocs Olímpics. L'estatunidenc Vincent Hancock és el tirador amb més medalles de la història de la competició olímpica, amb 3 medalles d'or.

## Format
Els tiradors classificats s'han reduït de 30 que hi va haver a Tòquio, fins als 28 que hi haurà en aquesta edició.
La competició començarà amb la fase eliminatòria, on hi participaran els 28 tiradors. Tots ells, dispararan 125 trets, dividits en 5 rondes de 25 trets cadascuna i que es podran dur a terme en dues o tres sessions. Els 8 atletes amb millor puntuació passaran a la final. Si hi hagués empat, es decidiria en llançaments individuals fins que algú falli.
La final es dividirà entre el Relleu 1 i el Relleu 2 i la Medal Match (partida per la medalla). El Relleu 1 estarà integrat pels tiradors que hagin quedat en les posicions 1, 3, 5 i 7 de la ronda classificatòria i el Relleu 2 estarà integrat pels tiradors que hagin quedat en les posicions 2, 4, 6 i 8 de la ronda classificatòria. Els atletes començaran de 0 i hauran de disparar 20 trets cadascun. L'atleta de cada relleu amb menor puntuació quedarà eliminat. Els altres atletes restants dispararan 10 trets més i l'atleta de cada relleu amb menys puntuació quedaran eliminats. Els dos millors tiradors de cada Relleu passaran a la partida per la medalla.
En la partida per la medalla, els 4 tiradors començaran de 0 de nou i dispararan 20 trets. L'atleta amb menor puntuació quedarà eliminat. Seguidament els 3 tiradors restants dispararan 10 trets més i l'atleta amb menor puntuació obtindrà la medalla de bronze. Els dos tiradors finalistes dispararan 10 trets més i el què obtingui la puntuació més alta en el global dels 40 trets, obtindrà la medalla d'or. En cas d'empat es decidirà amb trets individuals fins que algú falli.

## Classificació
França, com a país amfitrió ja té assignada una plaça a la prova. Les dues primeres places, es van assignar en el Campionat d'Europa d'Escopeta del 2022 i les 4 places següents es van assignar en el Campionat del Món d'Escopeta de 2022. A partir d'aquí, les places s'assignaran en diferents tornejos i proves a nivell continental o mundial, que es disputaran entre el 2023 i el 9 de juny de 2024. Finalment entre els tiradors que encara no estiguin classificats, s'assignarà una plaça segons el rànquing mundial olímpic ISSF i una altra segons el criteri de places universals, per garantir la diversitat dels participants. Cal tenir en compte que cada país, podrà tenir com a màxim dos competidors a la prova.
| Esdeveniment                      | Data                          | Seu              | Places | País          | Atleta                   |
| --------------------------------- | ----------------------------- | ---------------- | ------ | ------------- | ------------------------ |
| País amfitrió                     | -                             | -                | 1      | França        |                          |
| Campionat d'Europa d'Escopeta     | 24 agost - 12 setembre 2022   | Làrnaca          | 2      | Itàlia        | Luigi Lodde              |
| Campionat d'Europa d'Escopeta     | 24 agost - 12 setembre 2022   | Làrnaca          | 2      | Txèquia       | Jakub Tomecek            |
| Campionat del Món d'Escopeta      | 19 setembre - 12 octubre 2022 | Osijek           | 4      | Estats Units  | Vincent Hancock          |
| Campionat del Món d'Escopeta      | 19 setembre - 12 octubre 2022 | Osijek           | 4      | Suècia        | Stefan Nilsson           |
| Campionat del Món d'Escopeta      | 19 setembre - 12 octubre 2022 | Osijek           | 4      | Egipte        | Azmy Mehelba             |
| Campionat del Món d'Escopeta      | 19 setembre - 12 octubre 2022 | Osijek           | 4      | Qatar         | Rashid Al-Athba          |
| Campionat de les Amèriques de Tir | 6 - 13 novembre 2022          | Lima             | 1      | Estats Units  | Dustan Taylor            |
| Jocs Europeus                     | 21 juny - 2 juliol 2023       | Cracòvia         | 1      | Suècia        | Marcus Svensson          |
| Campionat del Món de Tir          | 14 - 31 agost 2023            | Bakú             | 4      | Grècia        | Efthimios Mitas          |
| Campionat del Món de Tir          | 14 - 31 agost 2023            | Bakú             | 4      | Finlàndia     | Eetu Kallioinen          |
| Campionat del Món de Tir          | 14 - 31 agost 2023            | Bakú             | 4      | Dinamarca     | Jesper Hansen            |
| Campionat del Món de Tir          | 14 - 31 agost 2023            | Bakú             | 4      | Noruega       | Erik Watndal             |
| Campionat Europa escopeta         | 8 - 27 setembre 2023          | Osijek           | 1      | Grècia        | Charalambos Chalkiadakis |
| Campionat d'Àfrica de Tir         | 1 - 10 octubre 2023           | Caire            | 1      | Egipte        | Omar Hesham Ibrahim      |
| Jocs Panamericans                 | 20 octubre - 5 novembre 2023  | Santiago de Xile | 2      | Argentina     | Federico Gil             |
| Jocs Panamericans                 | 20 octubre - 5 novembre 2023  | Santiago de Xile | 2      | Perú          | Nicolás Pacheco          |
| Campionat d'Àsia de Tir           | 22 octubre - 2 novembre 2023  | Changwon         | 2      | Corea del Sud | Kim Min-su               |
| Campionat d'Àsia de Tir           | 22 octubre - 2 novembre 2023  | Changwon         | 2      | Taipei        | Lee Meng-Yuan            |
| Campionat d'Oceania de Tir        | 30 octubre - 6 novembre 2023  | Brisbane         | 1      | Austràlia     | Frank Morris             |
| Campionat d'Àsia d'Escopeta       | 12 - 23 gener 2024            | Al-Kuwait        | 2      | Índia         | Anantjeet Singh Naruka   |
| Campionat d'Àsia d'Escopeta       | 12 - 23 gener 2024            | Al-Kuwait        | 2      | Kuwait        | Mohammad Al-Daihani      |
| Campionat de les Amèriques        | 27 febrer - 5 març 2024       | Santo Domingo    | 1      | Guatemala     | Sebastián Bermúdez       |
| Campionat de classificació        | 19 - 29 abril 2024            | Doha             | 2      |               |                          |
| Campionat de classificació        | 19 - 29 abril 2024            | Doha             | 2      |               |                          |
| Campionat d'Europa d'Escopeta     | 15 - 27 maig 2024             | Lonato           | 1      |               |                          |
| Rànquing mundial olímpic          | 9 juny 2024                   | -                | 1      |               |                          |
| Plaça universal                   | -                             | -                | 1      |               |                          |

## Medaller històric
| Posició | País                 | 1 | 2 | 3 | Total |
| ------- | -------------------- | - | - | - | ----- |
| 1       | Estats Units         | 4 | 0 | 1 | 5     |
| 2       | Itàlia               | 3 | 1 | 3 | 7     |
| 3       | Dinamarca            | 1 | 3 | 0 | 4     |
| 4       | URSS                 | 1 | 1 | 0 | 2     |
| 5       | Alemanya Occidental  | 1 | 0 | 1 | 2     |
| 5       | Alemanya de l'Est    | 1 | 0 | 1 | 2     |
| 7       | Ucraïna              | 1 | 0 | 0 | 1     |
| 7       | Xina                 | 1 | 0 | 0 | 1     |
| 7       | Txecoslovàquia       | 1 | 0 | 0 | 1     |
| 10      | Suècia               | 0 | 2 | 0 | 2     |
| 11      | Polònia              | 0 | 1 | 1 | 2     |
| 12      | Noruega              | 0 | 1 | 0 | 1     |
| 12      | Finlàndia            | 0 | 1 | 0 | 1     |
| 12      | Txèquia              | 0 | 1 | 0 | 1     |
| 12      | Perú                 | 0 | 1 | 0 | 1     |
| 12      | Xile                 | 0 | 1 | 0 | 1     |
| 12      | Països Baixos        | 0 | 1 | 0 | 1     |
| 18      | Cuba                 | 0 | 0 | 2 | 2     |
| 19      | Kuwait               | 0 | 0 | 1 | 1     |
| 19      | Atletes independents | 0 | 0 | 1 | 1     |
| 19      | Qatar                | 0 | 0 | 1 | 1     |
| 19      | França               | 0 | 0 | 1 | 1     |
| 19      | Espanya              | 0 | 0 | 1 | 1     |